# Krychlová kost

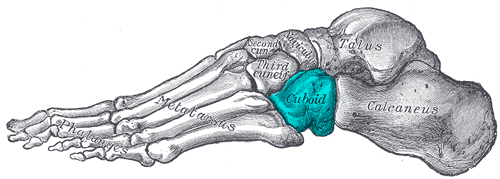
Krychlová kost barevně zvýrazněna na obrázku kostry nohy z Grayovy učebnice anatomie

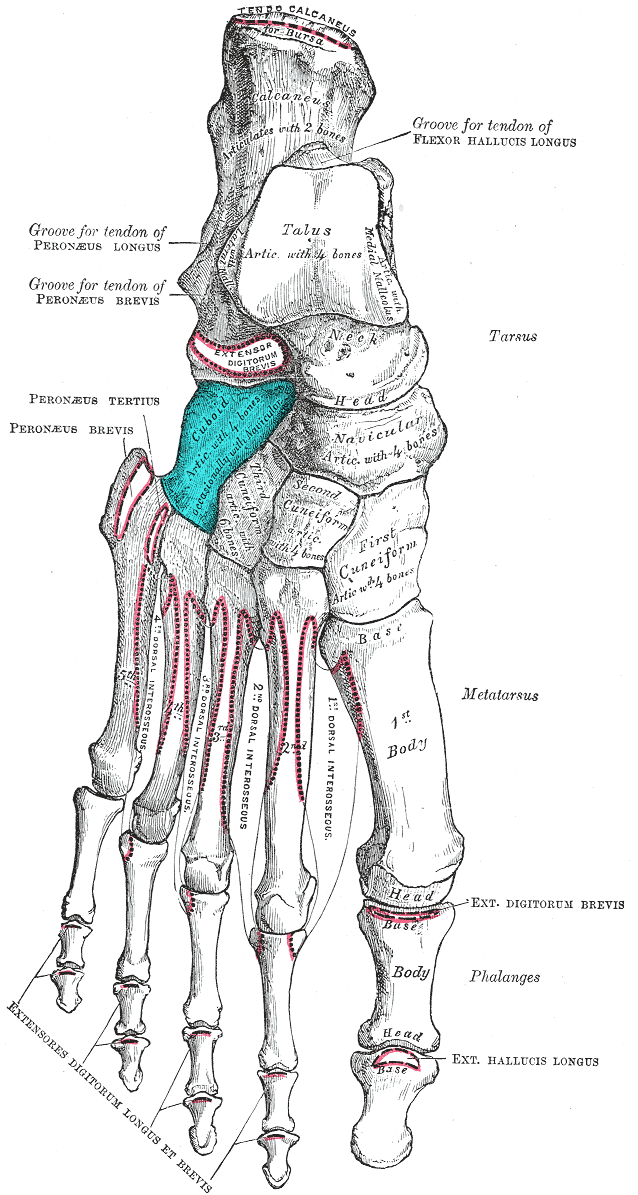
Krychlová kost barevně zvýrazněna na obrázku kostry nohy

Krychlová kost (latinsky os cuboideum) je jedna z kostí lidské dolní končetiny, přesněji jedna ze zánártních kostí lidské nohy. Směrem dozadu přiléhá k patní kosti, směrem k vnitřní straně nohy přiléhá k vnější klínové kosti (a často také k loďkovité kosti) a směrem dopředu k IV. a V. nártní kosti.

## Zlomeniny krychlové kosti
Zlomeniny krychlové kosti se, dle závažnosti, léčí konzervativně nebo chirurgicky pomocí zevní fixace nebo vnitřní fixace. Diagnóza zlomeniny je hlavně radiologická.